# Полянувка (Опольський повіт)
Полянувка (пол. Polanówka) — село в Польщі, у гміні Вількув Опольського повіту Люблінського воєводства.
Населення — 112 осіб (2011).
У 1975-1998 роках село належало до Люблінського воєводства.

## Демографія
Демографічна структура станом на 31 березня 2011 року:
|          | Загалом | Допрацездатний вік | Працездатний вік | Постпрацездатний вік |
| -------- | ------- | ------------------ | ---------------- | -------------------- |
| Чоловіки | 58      | 11                 | 38               | 9                    |
| Жінки    | 54      | 7                  | 30               | 17                   |
| Разом    | 112     | 18                 | 68               | 26                   |